# 生命機能科学研究センター
理化学研究所生命機能科学研究センター (りかがくけんきゅうじょせいめいきのうかがくけんきゅうセンター、英語: RIKEN Center for Biosystems Dynamics Research、BDR) は、兵庫県神戸市のポートアイランドにある理化学研究所の戦略センターである。 個体の誕生から死までのライフサイクルの進行を、分子・細胞・臓器の連関による調和のとれたシステムの成立とその維持、破綻にいたる動的な過程として捉え、個体の一生を支える生命機能の解明をめざしている。
2018年4月に理化学研究所生命システム研究センター、多細胞システム形成研究センター、ライフサイエンス技術基盤研究センターを統合して発足した。